# Konopkiwka
Konopkiwka (ukrainisch Конопківка; russisch Конопковка Konopkowka, polnisch Konopkówka) ist ein Dorf im Rajon Ternopil der Oblast Ternopil im Westen der Ukraine mit etwa 700 Einwohnern.

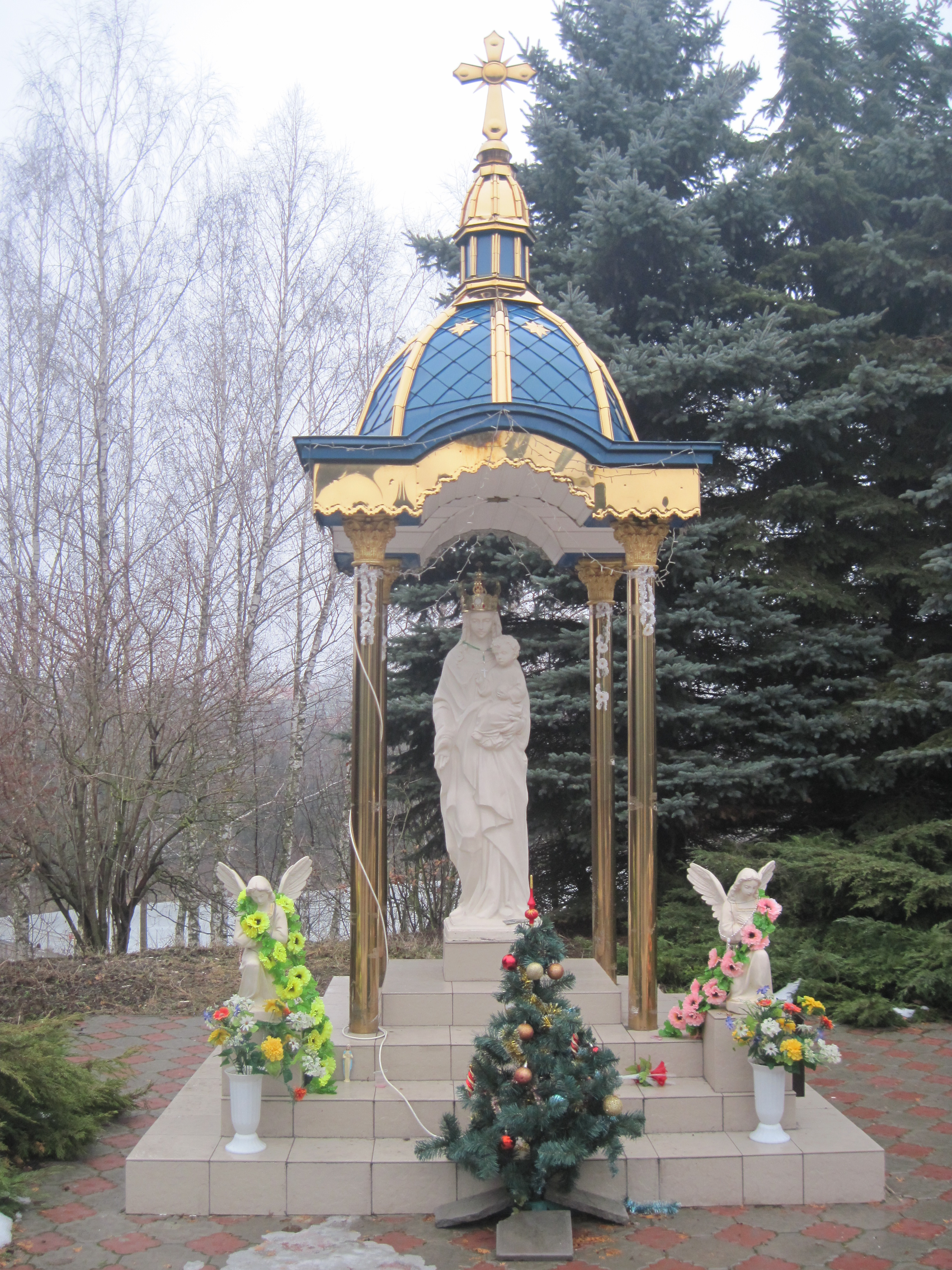
Marien-Statue

## Geschichte
Der Ort wurde im Jahr 1821 vom Baron Jan Konopka gegründet, als er ein Dutzend deutsch-evangelischer Familien ansiedelte, um das bisher einzige Bad in Podolien um die dortigen Sulfatquellen aufzubauen. 1826 gab es schon um die 60 Häuser. 1840 wurde eine Filialgemeinde von Zaleszczyki gegründet. Das Bad wurde nicht besonders populär und war am Ende des 19. Jahrhunderts vernachlässigt.
Im Jahre 1900 hatte die Gemeinde Konopkówka 63 Häuser mit 395 Einwohnern, davon waren 159 Polnischsprachige, 132 Deutschsprachige, 104 Ruthenischsprachige, 139 waren griechisch-katholisch, 132 römisch-katholisch, 9 jüdischer Religion, 115 anderen Glaubens.
Nach dem Ende des Polnisch-Ukrainischen Kriegs 1919 kam die Gemeinde zu Polen. 1937 zählte die evangelische Filialgemeinde von Zaleszczyki in Konopkówka 59 Seelen.
Zu Beginn des Zweiten Weltkriegs gehörten die Gemeinde nach der sowjetischen Besetzung Ostpolens zunächst zur Sowjetunion und nach dem Überfall der Wehrmacht auf die Sowjetunion ab 1941 zum Generalgouvernement. 1945 kamen die Ortschaft wieder zur Ukrainischen SSR innerhalb der Sowjetunion und nach deren Zerfall 1991 zur unabhängigen Ukraine.

## Verwaltungsgliederung
Am 12. August 2015 wurde das Dorf ein Teil der Siedlungsgemeinde Mykulynzi im Rajon Terebowlja; bis dahin gehörte es zur Siedlungsratsgemeinde Mykulynzi im Norden des Rajons Terebowlja.
Am 17. Juli 2020 wurde der Ort Teil des Rajons Ternopil.